# 基氏野鯪
基氏野鯪，為輻鰭魚綱鯉形目鯉科的其中一個種。分布於非洲坦干伊喀湖及Lufira河流域，本魚唇有皺摺，背鰭凸狀；背鰭軟條10枚；脊椎骨31至32個，體長可達47公分。

## 扩展阅读
維基物種上的相關：基氏野鯪